# Trichomycterus fassli
Trichomycterus fassli es una especie de peces de la familia Trichomycteridae en el orden de los Siluriformes.

## Morfología
• Los machos pueden llegar alcanzar los 14,9 cm de longitud total.

## Distribución geográfica
Se encuentra en Bolivia.